# Solitude Aeturnus
I Solitude Aeturnus sono un gruppo musicale doom metal statunitense formatosi ad Arlington, in Texas nel 1987.
Tra il 1991 e il 2006 realizzarono sei album in studio, poi dovettero affrontare un periodo di pausa dovuto alla partenza del cantante Robert Lowe che entrò a far parte dei Candlemass, in seguito all'abbandono di Messiah Marcolin, e vi rimase da gennaio del 2007 sino a maggio del 2012.

## Storia del gruppo
La band fondata dal chitarrista John Perez, inizialmente conosciuta come Solitude, cominciò l'attività nel 1987 esibendosi dal vivo in vari locali dell'area metropolitana di Dallas. Con questo nome, all'inizio del 1988, il gruppo pubblicò il demo And Justice For All..., più di sette mesi prima dell'album dei Metallica con lo stesso titolo. In seguito vi fu furono vari avvicendamenti nella formazione e nel 1989, dopo aver cambiato il loro nome in Solitude Aeturnus, realizzarono un demo che fruttò loro un contratto con l'etichetta discografica indipendente King Klassic Records, la quale permise loro di entrare in contatto successivamente con la Roadrunner Records. Il gruppo di Perez trovò la stabilità con il cantante Robert Lowe, il chitarrista Edgar Rivera, il bassista Lyle Steadham e il batterista John Covington. La band poté quindi registrare il primo album, pubblicato nel 1991 dalla Roadrunner col titolo Into the Depths of Sorrow.
L'anno successivo uscì Beyond the Crimson Horizon, un lavoro contenente tutti gli elementi rappresentativi del doom metal, che diede l'occasione alla band di partire per una tournée nazionale della durata di sei settimane. Il loro terzo disco, Through the Darkest Hour, fu pubblicato dalla Pavement Records e venne registrato presso i Rythym Studios in Inghilterra, a differenza dei due precedenti che furono incisi in Texas. A sostegno dell'album ebbero l'opportunità di effettuare un tour, sia nella loro nazione, durante il quale poterono esibirsi a supporto dei più noti Mercyful Fate, che in Europa, dove furono la band principale. Nel 1996, nonostante Perez avesse dato il via ad un progetto musicale denominato Liquid Sound Company, i Solitude Aeturnus realizzarono Downfall, il quarto capitolo della loro discografia. In seguito a questa uscita Lyle Steadham lasciò il gruppo, che per la successiva tournée, effettuata con i Morgana Lefay, reclutò come turnista il bassista dei Liquid Sound Company, Terri Pritchard.
Il posto di Steadham venne poi preso da Steve Moseley, che partecipò alla realizzazione dell'album Adagio, per la cui registrazione la band tornò in Inghilterra, a differenza del precedente che fu inciso in uno studio di Dallas. Il disco venne pubblicato nel 1998 dalla Massacre Records e, secondo quanto dichiarato da Perez in un'intervista, fu il più difficile da realizzare ed uno dei meglio riusciti. Il sesto album, inizialmente previsto per l'estate del 2002, uscì nel 2006 a causa della partenze di Edgar Rivera e John Covington, che richiesero molte audizioni per trovarne i sostituti. Alone, anch'esso edito dalla Massacre Records, vide l'ingresso nella formazione di James Martin al basso e Steve Nichols alla batteria, oltre che il passaggio di Steve Moseley, in precedenza il bassista della band, alla chitarra. Nel 2007 uscì Hour of Despair, un DVD dato alle stampe dalla Metal Mind Productions, contenente le riprese effettuate durante un concerto ed altri contenuti extra, che in seguito venne pubblicato anche in formato CD. Lo stesso anno Robert Lowe si unì ai Candlemass, così la band rimase a lungo inattiva; il cantante rientrò poi nei ranghi nel 2012.

## Formazione

### Formazione attuale
- Robert Lowe – voce (1988-presente)
- John Perez – chitarra (1987-presente)
- Steve Moseley – chitarra (2004-presente), basso (1998-2004)
- James Martin – basso (2005-presente)
- Steve Nichols – batteria (2005-presente)

### Ex componenti
- Edgar Rivera – chitarra (1988-2001)
- Chris Hardin – basso (1988-1989)
- Lyle Steadham – basso (1990-1996), batteria (1988-1989)
- John "Wolf" Covington – batteria (1990-2002)

Solitude
- Kris Gabehart – voce (1987-1988)
- Tom Martinez – chitarra (1987-1988)
- Brad Kane – batteria (1987-1988)

## Discografia

### Album in studio
- 1991 – Into the Depths of Sorrow
- 1992 – Beyond the Crimson Horizon
- 1994 – Through the Darkest Hour
- 1996 – Downfall
- 1998 – Adagio
- 2006 – Alone

### Album dal vivo
- 2009 – Hour Of Despair

### Raccolte
- 2011 – In Times of Solitude

### Demo
- 1989 – Demo 1989

Solitude
- 1988 – And Justice for All...

### Split
- 1996 – The New Wave of American True Metal (con Iron Rainbow)

### DVD
- 2007 – Hour Of Despair